# Morne Siquot
Morne Siquot es una localidad de Santa Lucía que forma parte del distrito de Soufrière.